# Moghegno
Moghegno (in dialetto ticinese Moghégn) è una frazione di 376 abitanti del comune svizzero di Maggia, nel Canton Ticino (distretto di Vallemaggia).

## Storia
Nel territorio di Moghegno è stata rinvenuta una necropoli romana risalente al I-III secolo d.C.. Nel Medioevo Moghegno formò una vicinanza con Aurigeno e Lodano, che si separò alla fine del XVIII secolo. Le attività principali erano la viticoltura, la campicoltura e l'allevamento. Come tutti i comuni circostanti Moghegno subì una forte emigrazione dapprima verso l'Italia e dal 1850 anche verso le Americhe. Tra il 1914 e il 1955 fu in funzione una centrale per la produzione di energia elettrica.
Già comune autonomo che si estendeva per 7,10 km², il 4 aprile 2004 è stato accorpato al comune di Maggia assieme agli altri comuni soppressi di Aurigeno, Coglio, Giumaglio, Lodano e Someo. La fusione è stata approvata da una votazione popolare il 22 settembre 2002 (127 favorevoli, 35 contrari) e ratificata dal Gran Consiglio l'8 ottobre 2003.

### Simboli
Lo stemma dell'ex comune di Moghegno, in uso fino al 2004, è blasonato come segue: di rosso alla testa di becco d'argento. Il montone, il maschio della pecora, rappresentava forza, sfida e tenacia; il simbolo deriva, forse, dal soprannome degli abitanti del comune, detti baröi, datogli dagli aurigenesi, o dalla conformazione del villaggio dalle costruzioni delle case tutte ravvicinate.

## Monumenti e luoghi d'interesse

### Architetture religiose

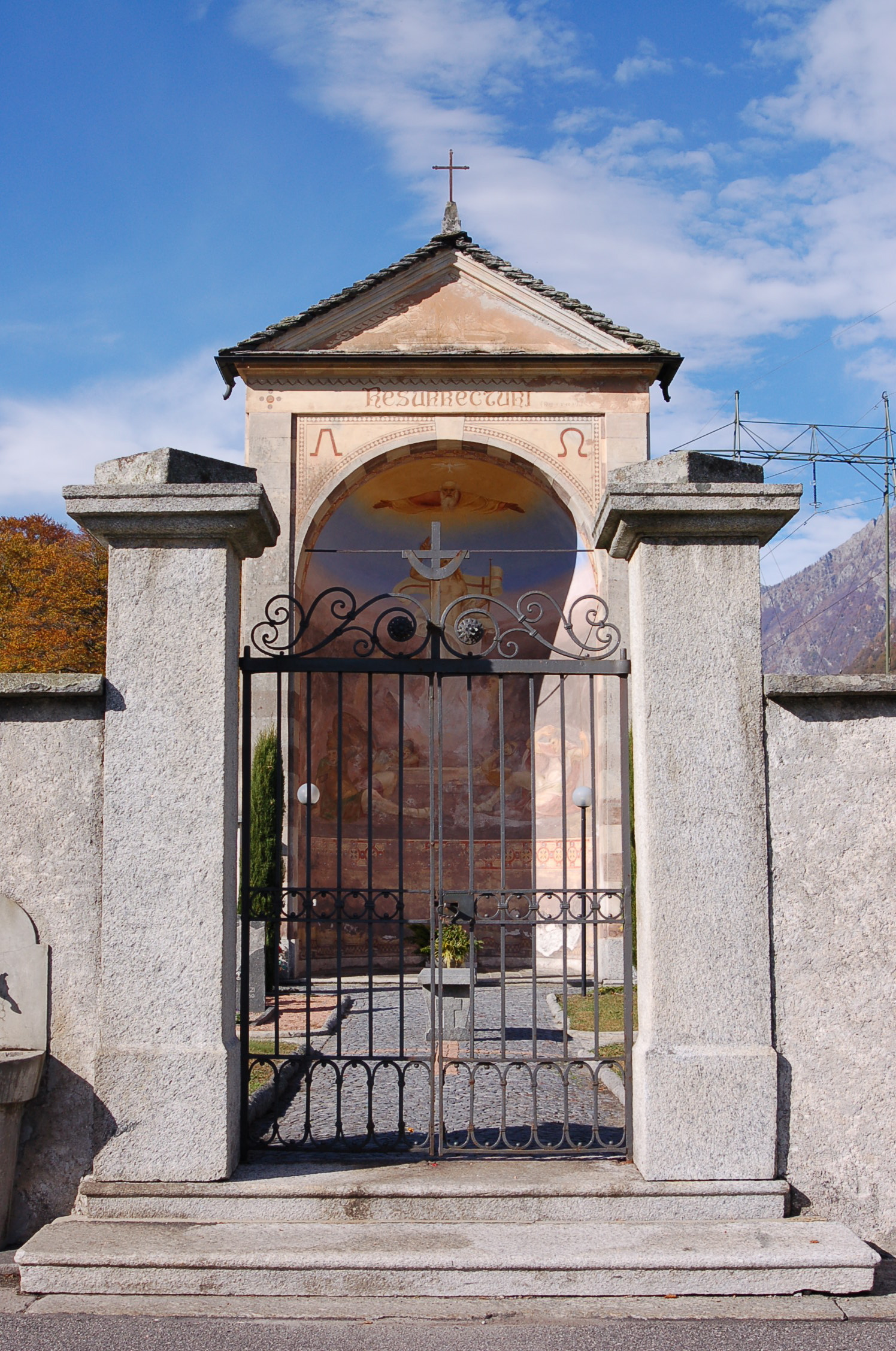
L'ingresso del cimitero

- Chiesa parrocchiale della Beata Vergine Assunta, attestata dal 1579 e ricostruita nel XVII secolo[1];
- Oratorio di Santa Maria Annunziata, eretto nel 1850[1].

### Architetture civili
- Casa Ramelli, palazzo eretto nel 1740[senza fonte];
- Fontanone "Pozett" scavato nella roccia, con incise tre date: 1803, 1843 e 1861[senza fonte];
- Mulini per macinare la segale[senza fonte];
- Torbe, costruite negli anni 1460-1470[senza fonte].

### Siti archeologici
- Quaranta[senza fonte] tombe di epoca romana risalenti al I-III secolo d.C.[1][2] (tra il 50 e il 250 d.C.) trovate nel 1994[senza fonte].

## Società

### Evoluzione demografica
L'evoluzione demografica è riportata nella seguente tabella:
Abitanti censiti

## Infrastrutture e trasporti
Dal 1907 al 1965 il comune è stato servito dalla stazione di Aurigeno-Moghegno della ferrovia Locarno-Ponte Brolla-Bignasco.

## Amministrazione
Ogni famiglia originaria del luogo fa parte del cosiddetto comune patriziale e ha la responsabilità della manutenzione di ogni bene ricadente all'interno dei confini della frazione.